# Sylvirana hekouensis
Sylvirana hekouensis é uma espécie de anfíbio gimnofiono da família Ranidae. Está presente na China. A UICN classificou-a como pouco preocupante.